# Laura Ruohonen
Laura Ruohonen, född 9 oktober 1960 i Helsingfors, är en finsk dramatiker, dramaturg, teaterregissör och barnboksförfattare.

## Biografi
1981-1983 studerade Laura Ruohonen biologi och litteraturvetenskap vid Helsingfors universitet. 1997 tog hon en magisterexamen vid Konstuniversitetets Teaterhögskola i Helsingfors. Hon har också studerat vid University of Texas och Los Angeles American Film Institute. 1990-1997 verkade hon som dramaturg och regissör vid Yles radioteater. 2008-2013 var hon professor i dramaturgi vid Konstuniversitetets Teaterhögskola. Som dramatiker debuterade hon 1986 med Nyrkkipyykki som uppfördes av Kemin kaupunginteatteri. Hon är en av Finlands mest uppmärksammade dramatiker, hennes pjäser har översatts till tio språk. 2003 hade ungdomspjäsen Saari kaukana täältä (En egen ö) urpremiär på Royal National Theatre i London. 2010 tilldelades hon Pro Finlandia-medaljen.

## Uppsättningar i Sverige
- 2005 Drottning K (Kuningatar K), Dramaten, översättning Camilla Frostell, regi Åsa Kalmér
- 2006 Den stora apan (ingick i "3xNU"), Stockholms stadsteater, översättning Christoffer Mellgren, regi Karl Seldahl
- 2011 Ene egen ö (Saari kaukana täältä), Dramaten, översättning Camilla Frostell, regi Jenny Andreasson, med bl.a. Melinda Kinnaman